# Ramon Reventós i Bordoy
Ramon Reventós i Bordoy   (Barcelona, 27 d'octubre de 1880 - Barcelona, 1 de gener de 1923) va ser un periodista i contista català.

## Biografia
Ramon Reventós va néixer a la Ronda de Sant Pere de Barcelona, fill del mestre d'obres Isidre Reventós i Amiguet i de Concepció Bordoy i Tuyet, ambdós naturals de Barcelona.
Col·laborà en diferents publicacions com Pèl & Ploma, Picarol, Papitu o L'Esquella de la Torratxa arribant a ser considerat com un dels humoristes més destacats de la seva època. Publicà únicament una obra infantil Els camins de la sort i, pòstumament, un volum de Proses (1953).
Va ser germà de l'economista Manuel Reventós i Bordoy, el qual l'any 1925 va publicar el primer estudi científic sobre el moviment obrer català (Els moviments socials a Barcelona durant el segle xix).
Mantingué una relació d'amistat amb Pablo Picasso.